# アオフウチョウ
アオフウチョウ（青風鳥、Paradisaea rudolphi）は、スズメ目フウチョウ科に分類される鳥類。

## 分布
パプアニューギニア（ニューギニア南東部）固有種

## 形態
全長オス67cm、メス30cm。眼の上下は三日月状に白い。嘴の色彩は白や青白色。
オスの成鳥は全身が黒い羽毛で被われる。腹部側面に赤く縁取られた黒い羽毛と、青いレース状の羽毛が生える。中央尾羽は細長く伸長し、先端が箆状。翼は青い。メスは上面が暗褐色、胸部から腹部が褐色の羽毛で被われる。翼は淡青色。
卵を覆う殻は淡いピンク色で、淡青紫色や褐色の斑紋が入る。

## 生態
標高1,100-2,000m（主に1,400-1,800m）にある森林に生息する。
食性は植物食傾向の強い雑食で、主に果実を食べるが昆虫、クモなども食べる。
繁殖形態は卵生。オスは葉を取り除いた樹上にぶらさがり、体を前後に揺らす。その後にレース状の羽毛を広げ、赤く縁取られた黒い羽毛を震わせて求愛する。樹上や藪の中にお椀状の巣を作り、1回に1個の卵を産む。メスのみが抱卵し、抱卵期間は約18日。

## 人間との関係
生息地では羽毛が装飾品として利用されることもある。
開発による生息地の破壊、羽毛用や剥製用の乱獲などにより生息数は減少している。

## 画像

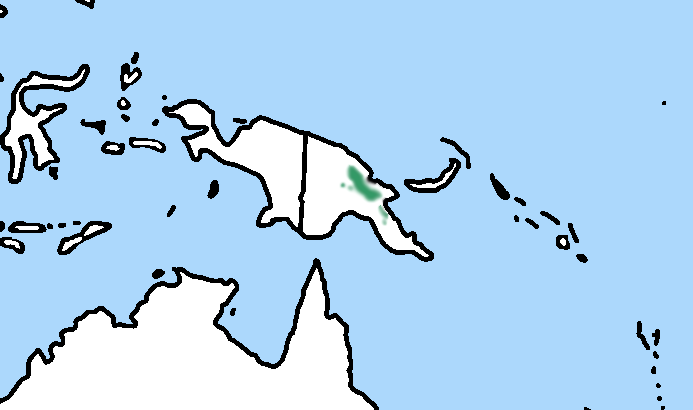
分布